# Cinq traîtres d'Eulsa

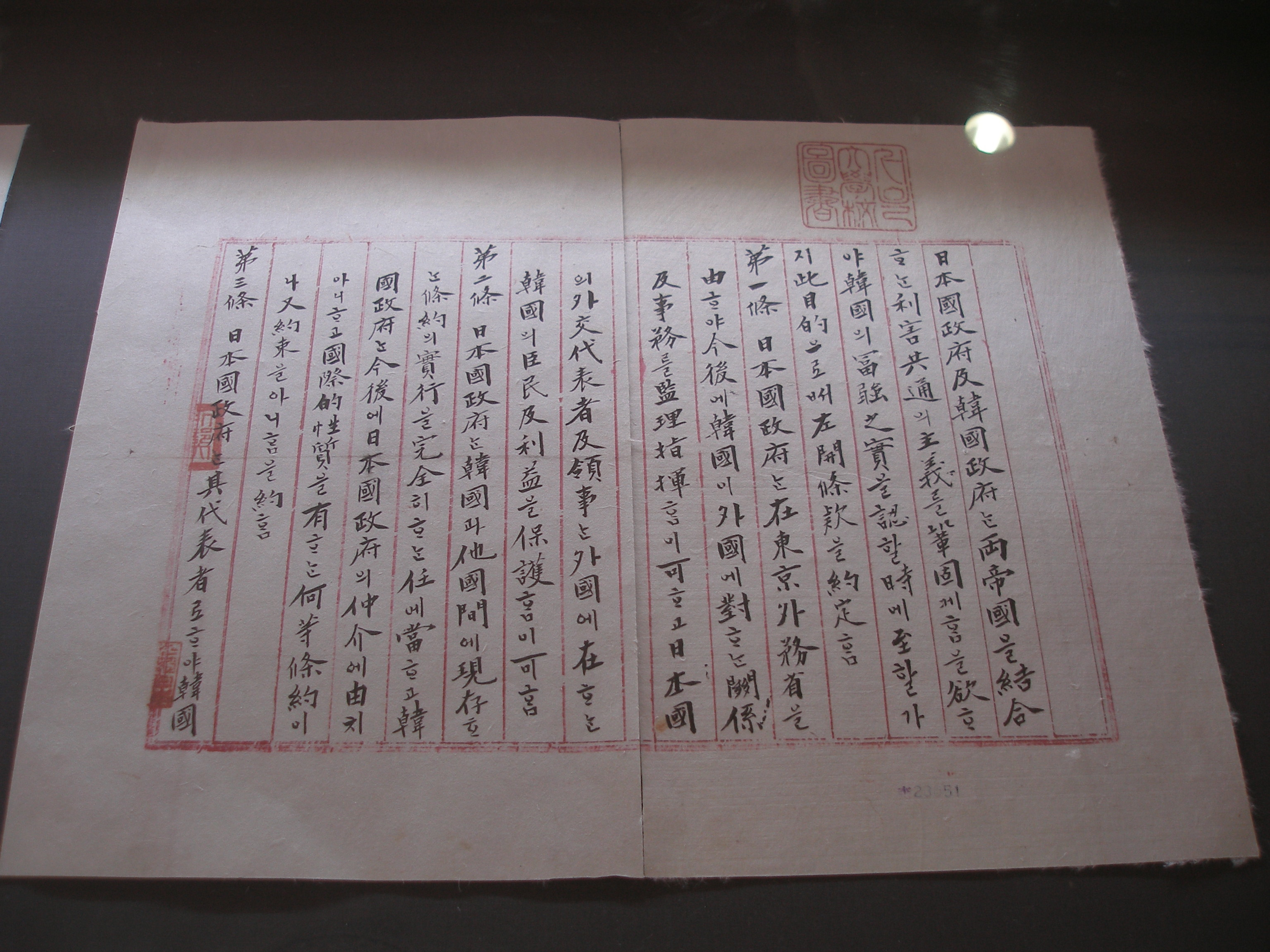
Le traité d'Eulsa de 1905.

Les « Cinq traîtres d'Eulsa » (을사 오적, Eulsa ojeok) est le surnom donné aux hauts fonctionnaires de l'empire coréen ayant signé le traité d'Eulsa de 1905 permettant d'établir le protectorat japonais sur le pays.
L'opposition au traité est menée par le Premier ministre Han Kyu-seol et par les ministres des Finances et de la Justice mais ils ne peuvent résister efficacement face aux « cinq traîtres », même si l'empereur Kojong, politiquement affaibli, a lui-même refusé de signer le traité, un acte nécessaire à la ratification du traité en vertu du droit coréen de l'époque. Le gouvernement japonais force alors le Premier ministre Han à démissionner et installe Pak Che-soon à sa place.
La colère générale du peuple coréen envers le traité est principalement dirigée vers les « cinq traîtres » et un « groupe d'assassinat » est créé pour les tuer. La maison de Yi Ji-yong (ko) est incendiée la même année. Gwon Jung-hyeon est blessé lors d'une attaque en 1907, et Yi Wan-Yong est grièvement blessé lors d'une tentative d'assassinat en 1909.
En 2005, le Centre de recherche pour les questions nationales (민족문제연구소) identifie les noms des cinq responsables du traité d'Eulsa, dans le cadre des efforts de compiler une liste des Coréens ayant collaboré avec les Japonais avant et pendant leur domination de la Corée.

## Les cinq traîtres
| Nom                    | Image | Note                                                      |
| ---------------------- | ----- | --------------------------------------------------------- |
| Yi Wan-Yong 이완용     |       | Ministre de l'Éducation                                   |
| Yi Geun-taek 이근택    |       | Ministre de l'Armée                                       |
| Yi Ji-yong (ko) 이지용 |       | Ministre de l'Intérieur                                   |
| Pak Che-soon 박제순    |       | Ministre des Affaires étrangères                          |
| Gwon Jung-hyeon 권중현 |       | Ministre de l'Agriculture, du Commerce, et de l'Industrie |